# 鹿島神社 (一関市真柴)
鹿島神社（かしまじんじゃ）は、岩手県一関市真柴字佐野に鎮座する神社。

## 歴史
「宝暦風土記」によれば807年（大同2年）に坂上田村丸が大武丸を征伐した後に勧請したとされている。

## 祭神
- 武甕槌命[2]

## 宝物
本社の宝物として坂上田村丸の筆、重藤の弓、六升入茶釜、剣一振、鬼牙が奉納されていた。
鬼牙は鬼死骸の西ノ沢あたりから見つかったもので、鬼の牙であると信じられ、鬼死骸の地名もこれから生じたものだという伝承がある。
真滝村誌によれば、鹿島神社の宝物は中世鬼死骸城主小岩伊賀守が所有していたが、1591年（天正19年）に城主が没落した後、子孫が十余年間村の三郎右衛門方に潜伏、その後油田村に移住した際、宝物を同家に授けたが同家も衰退する中で現所有者の先祖が引き受け保存して明治に至る。その後鬼牙のみが現存し、他はみな朽ちて無くなってしまったといわれている。
鬼牙は実際はサメの歯の化石で真柴蒲沢の個人が家宝として保存しているという。

## 境内

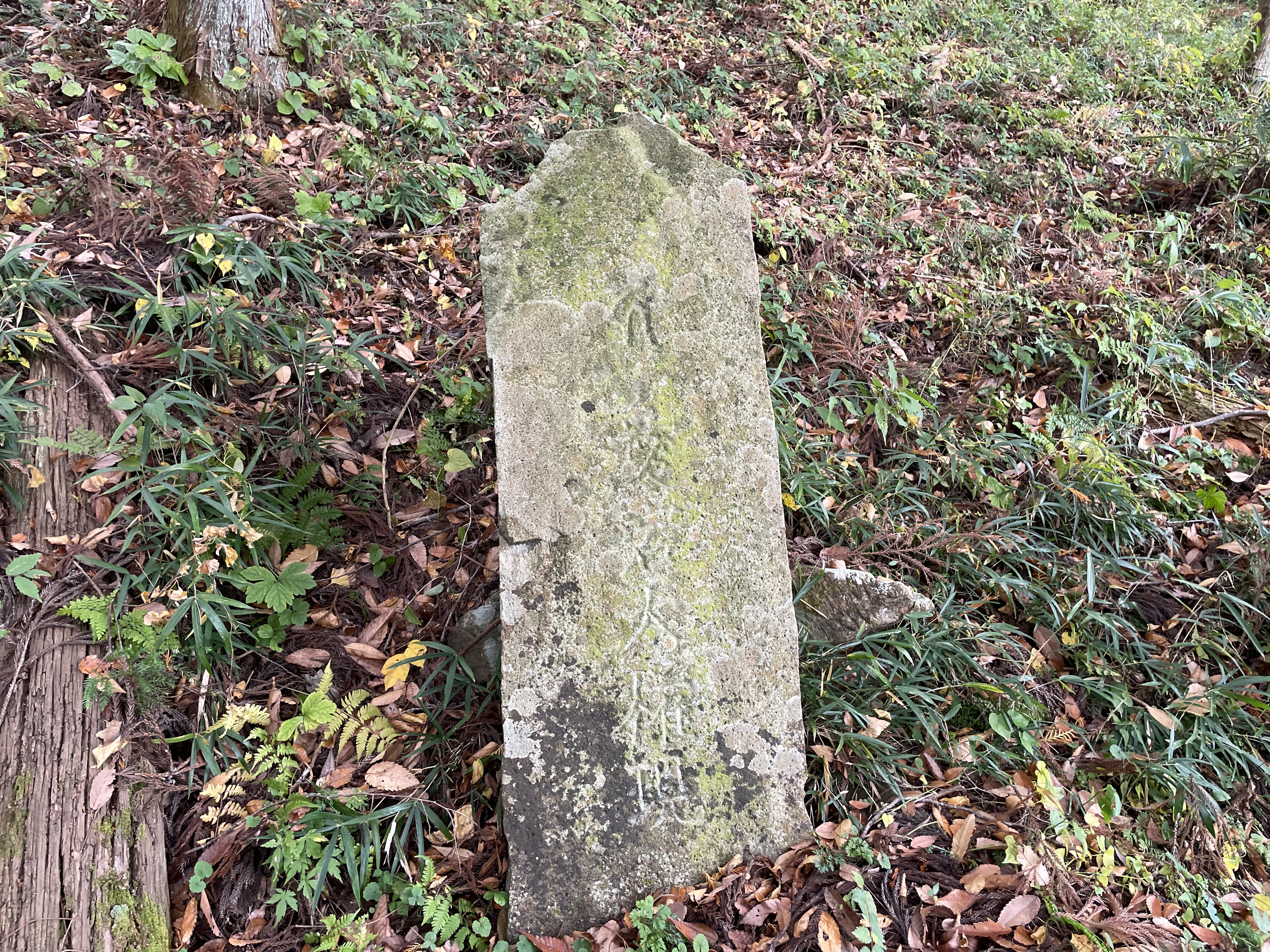
愛宕大権現石碑

拝殿に至る階段の途中に寛保元年（1741年）銘の石碑「愛宕大権現」がある。

## 交通アクセス
- 一ノ関駅（JR東日本）より車で5分（経路案内）。